# Инверкаргил
Инверкаргил (енгл. Invercargill; маор. Waihōpai) је град Јужног острва Новог Зеланда и седамнаести по величини у држави. Подигнут је од стране Европљана 1853. године, у региону Саутленд. Према статистичким проценама из 2018. године, сам град је имао 49.900 становника.